# Хоф-ха-Шарон
Хоф-ха-Шарон (ивр. חוף השרון‎) — региональный совет в Центральном округе Израиля, основанный в 1949 году.
В состав регионального совета входит 14 поселений: 5 кибуцев, 6 мошавов и 3 деревни.

## История
Региональный совет Хоф-ха-Шарон был основан в 1949 году.
Сейчас руководство регионального совета находится в кибуце Шфаим.

## Население
По статистическим данным Центрального статистического бюро Израиля население регионального совета на 2024 год составляет 15 394 человек.

## Границы совета
Региональный совет Хоф-ха-Шарон ограничен следующими административными единицами:
- С севера: Нетания и Эвен-Йехуда
- С востока: Эвен-Йехуда, Кадима-Цоран, региональный совет Лев-ха-Шарон и региональный совет Дром-ха-Шарон
- С юга: Раанана, Герцлия и Кфар-Шмарьягу
- С запада: Средиземное море

## Главы совета
- Меир Бен-Шефер (1950 - 1954)
- Ицхак Маркович (1954 - 1955)
- Давид Аман (1955 - 1980)
- Йосеф Шагиа (1980 - 1998)
- Аарон Бежарано (1998 - 2009)
- Эли Браха (2009 - ?)
- Эли Малка (н. в.)